# Eustachy Lorenowicz

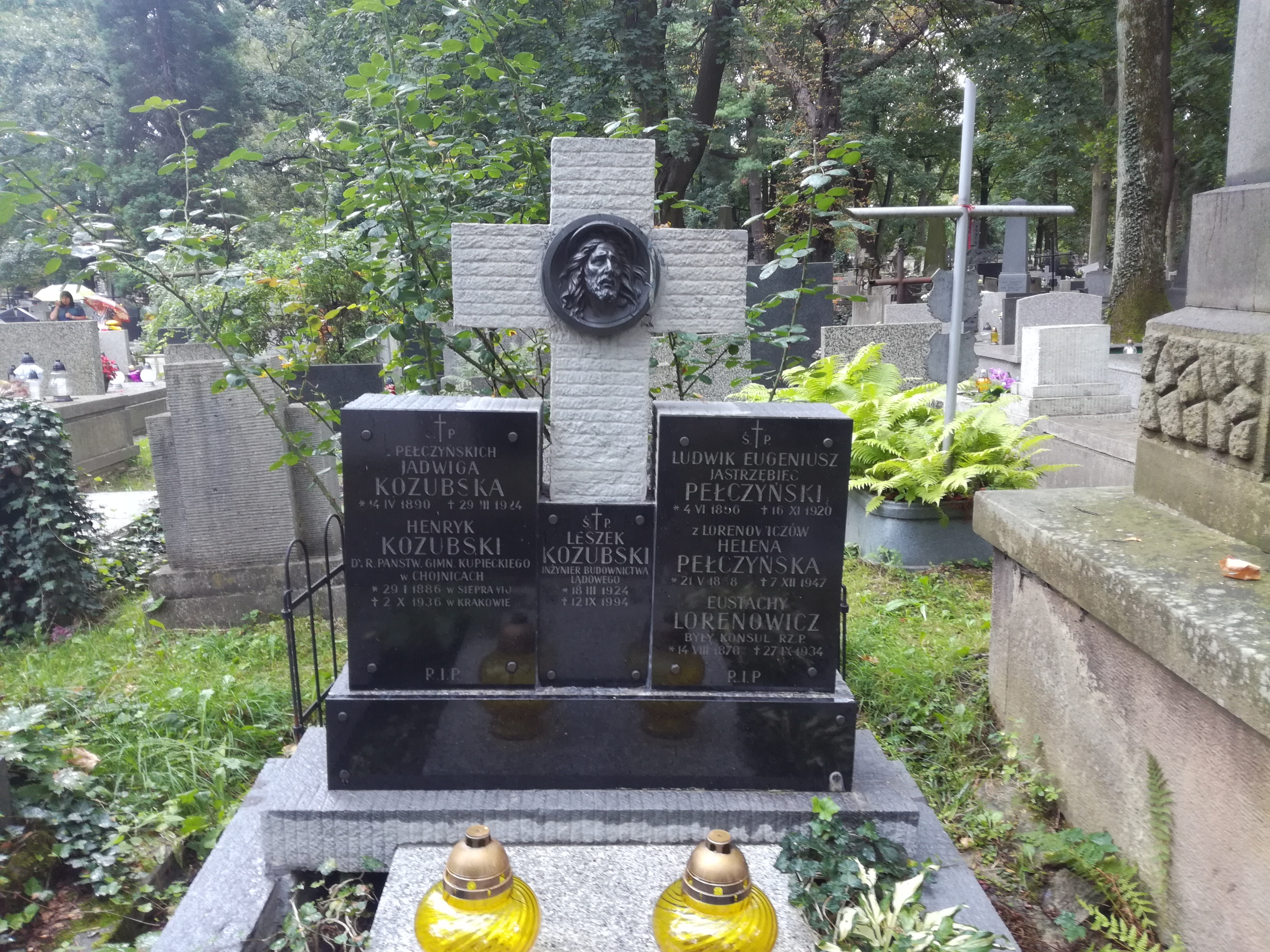
Grób Eustachego Lorenowicza na cmentarzu Rakowickim

Eustachy Lorenowicz, Eustachy Jan de Drda Lorenowicz (ur. 14 sierpnia 1870 w Rudce, zm. 27 września 1934 w Krakowie) – austriacki prawnik i urzędnik państwowy, polski urzędnik konsularny.

## Życiorys
Syn Jana Lorenowicza, artysty malarza (1821-1895). Eustachy ukończył III Gimnazjum w Krakowie (1891), następnie Wydział Prawa Uniwersytetu Jagiellońskiego (1896), urzędnik w randze koncypisty namiestnictwa, kolejno w Brzesku (1902) i Borszczowie (1907).
W II Rzeczypospolitej wstąpił do polskiej służby zagranicznej, w której powierzono mu funkcje konsulów – we Wrocławiu (1920) i Czerniowcach (1920–1928).
Pochowany na cmentarzu Rakowickim w Krakowie (kwatera O, zach.). 